# Arlete Nogueira da Cruz
Arlete Nogueira da Cruz (Cantanhede, 08 de maio de 1936) é uma escritora e poeta brasileira.

## Biografia
Iniciou seus estudos na cidade em que nasceu, Cantanhede, no interior do Maranhão. Aos 12 anos, sua família mudou-se para a cidade de São Luís, onde ela frequentou, entre outros, o Liceu Maranhense. Seu  pai,  Raimundo Nogueira da Cruz, foi agente da estrada de ferro, e sua mãe, Enoi Simão Nogueira da Cruz, autora de poemas e crônicas. Seu primeiro livro, A Parede, foi escrito quando tinha menos de vinte anos e obteve o 3o. Lugar no Prêmio Júlia Lopes de Almeida, da Academia Brasileira de Letras, em 1960, após ser inscrito naquele concurso pelo escritor Josué Montello.
Graduou-se em Filosofia na Universidade Federal do Maranhão e cursou Mestrado em  Filosofia Contemporânea na Pontifícia Universidade Católica do Rio de Janeiro, onde defendeu dissertação sobre Walter Benjamin, intitulada Rastro e Ruína:experiência e vivência em Walter Benjamin. É professora aposentada da Universidade Federal do Maranhão, onde exerceu o magistério no Departamento de Filosofia. É viúva do poeta maranhense Nauro Machado, com quem foi casada por mais de trinta anos e teve um único filho, o cineasta Frederico Machado.
Litania da Velha, obra poética publicada no ano de 1976, é um de seus livros mais importantes. No mesmo, acompanha-se as andanças de uma mulher idosa e pobre pelo centro histórico de São Luís, bem como as reflexões da mesma sobre a vida, o abandono da cidade e a passagem do tempo. Em 1997, Litania da Velha se tornou um curta-metragem, agraciado com vários prêmios.

## Obras
- 1961 – A Parede
- 1969 – Cartas de Paixão
- 1972 – Compasso Binário
- 1973 – Canção das Horas Úmidas
- 1976 – Litania da Velha
- 1998 – Trabalho Manual
- 2000 – Contos Inocentes
- 2003 – Nomes e Nuvens
- 2006 – Sal e Sol
- 2012 - O Rio
- 2013 – O Quintal
- 2017 – Colheita

## Ligações Externas
- CORREA, Rossini. O Quintal e a Arte Poética In: O Estado do Maranhão.  Data: 06 abril de 2017
- FURTADO, Maria Silva Antunes. Litania da Velha: a cidade e os esconderijos da memória. In: Revista Garrafa 23. Data: jan-abr 2011.
- O ESTADO DO MARANHÃO. A Colheita de Arlete Nogueira da Cruz. Data: 28 novembro de 2017.
- FERREIRA, Màrcia Milena Galdez. Litania da Velha na Velha/Nova São Luís. In: Caderno da Pós de Ciências Sociais-UFMA.São Luís, v. 1, n. 1, jan./jul. 2004 .